# Leonid Wassiljewitsch Melnikow
Leonid Wassiljewitsch Melnikow (russisch Леонид Васильевич Мельников, englisch Leonid Vasilyevich Melnikov; * 9. Dezember 1965 in Kirowsk) ist ein ehemaliger sowjetischer Skirennläufer.

## Biographie
Melnikow wurde in eine sportbegeisterte Familie geboren, sein Vater Wassili Melnikow war ebenfalls als Skirennläufer aktiv. Sein erstes internationales Großereignis bestritt er 1982 bei den ersten Juniorenweltmeisterschaften in Auron, wobei er den 7. Platz in der Abfahrt als beste Platzierung erreichte.
Das Jahr 1983 sollte das erfolgreichste in Melnikows Karriere werden. Bei den Juniorenweltmeisterschaften in Sestrieregewann Melnikow Gold in der Kombination sowie Bronze im Slalom. Einen knappen Monat später konnte er diese Erfolge bei der Winter-Universiade in Sofia bestätigen. Er gewann Silber in der Kombination hinter dem Franzosen Christian Gaidet, sowie Bronze im Slalom hinter Petar Popangelow und Gaidet.
In den darauffolgenden Jahren konnte Melnikow jedoch nicht mehr an diese Erfolge anknüpfen. 1987 nahm er zum ersten und einzigen Mal an Alpinen Skiweltmeisterschaften teil, wobei er bei den Wettkämpfen in Crans-Montana sein bestes Ergebnis lediglich ein 37. Rang im Riesenslalom war.
1991 beendete Melnikow seine Laufbahn als aktiver Skirennläufer. Später fungierte er als Trainer der russischen Damennationalmannschaft, welche mit Läuferinnen wie Swetlana Gladyschewa und Warwara Selenskaja eine Blütezeit erlebte. 2010 wurde er neben Gladyschewa Vizepräsident des russischen Skiverbands, 2014 folgte er ihr als Präsident nach.

## Erfolge

### Weltmeisterschaften
- Crans-Montana 1987: 37. Riesenslalom, 38. Super-G[3], DNS2 Slalom[4], DNS Alpine Kombination[5],

### Juniorenweltmeisterschaften
- Auron 1982: 7. Slalom, 38. Abfahrt
- Sestriere 1983: 1. Kombination, 3. Slalom, 9. Riesenslalom, 22. Abfahrt

### Universiade
- Sofia 1983: 2. Alpine Kombination, 3. Slalom